# 高铼酸亚铁
高铼酸亚铁是一种无机化合物，化学式为Fe(ReO4)2。它有三方对称性，P3m1，居里温度8.5 K。

## 制备
高铼酸溶液溶解碳酸亚铁，得到高铼酸亚铁。